# William Hooper
William Hooper (ur. 17 czerwca 1742 w Bostonie (Massachusetts), zm. 14 października 1790 w Hillsborough (Karolina Północna) – amerykański polityk, członek Kongresu Kontynentalnego, reprezentujący stan Karolina Północna; sygnatariusz Deklaracji Niepodległości Stanów Zjednoczonych.

## Życiorys
William Hooper, amerykański prawnik, lekarz, polityk; urodził się w Bostonie, w stanie Massachusetts, uczęszczał do Boston Latin School, następnie został absolwentem Harvard College w 1760 r., ukończył prawo i przyjęto go do palestry; w 1767 r. przeniósł się do Wilmington, w stanie Karolina Północna, gdzie rozpoczął praktykę;  zmarł w Hillsborough, w stanie Karolina Północna.